# Betuwe Radio
Betuwe Radio is een voormalige lokale omroep in Buren. Medewerkers die lang aan het station verbonden waren zijn Alex Koopmans, Wijnand van der Velde, Hans van Beest, Richard Otten, Erik Werner, Edwin de Smit, Jaco van Dillen, Eric van Dam, Ellis van der Lingen en Jörgen Jansen.

## Geschiedenis
De uitzendingen op 105,1 MHz in de ether begonnen op 24 december 1993 vanuit een klein kantoortje in het Indoorsportcentrum te Beusichem.
Het station werd opgezet door Ad Roland die met diens bedrijf het station ook gebruiken wilde voor zijn cursisten.
In het begin werd als raamprogramma - het vaste programma naast de eigen programma' s- "Holland FM" doorgegeven. Toen dit in 1995 veranderde in "Hitradio 1224" en later Hitradio Veronica, werd gekozen voor Sky Radio. Vanaf 1 januari 1995 moesten lokale omroepen zorgen voor een eigen nonstopsysteem. Het doorgeven van commerciële omroepen was niet langer toegestaan. Vanaf eind maart 1995 draaide Betuwe Radio met een eigen systeem. De muziek bestond uit actuele hits, classics uit de 70's en hits uit de jaren 80. Qua tempo het MOR-format. Vanaf 1997 werd er jonger geprogrammeerd. Op het halve uur waren de BetuweBerichten te horen.
Hoewel Ad Roland in 1994 met zijn bedrijf naar Hilversum verhuisde, bleef hij eigenaar van het station. Wel werd er steeds meer samengewerkt met LOGO (nu bekend onder de naam RTV Betuwe). Uiteindelijk is de omroep opgegaan in die stichting.

## Wetenswaardigheden
- Op de 'verjaardag' van het station (24 december) werd de Europese Top 100 uitgezonden. Dit was het geval in 1994, 1995, 1996, 1997 en 1998.
- Erik Werner is bij deze omroep zijn radiocarrière gestart met zijn jeugdprogramma "Radio Gaga"